# 460 (numero)
Quattrocentosessanta (460) è il numero naturale dopo il 459 e prima del 461.

## Proprietà matematiche
- È un numero pari.
- È un numero composto.
- È un numero abbondante.
- È un numero triangolare centrato.
- È un numero di Harshad.
- È un numero dodecagonale.
- È un numero pratico.
- È parte delle terne pitagoriche (276, 368, 460), (345, 460, 575), (429, 460, 629), (460, 483, 667), (460, 1008, 1108), (460, 1104, 1196), (460, 2041, 2091), (460, 2277, 2323), (460, 2625, 2665), (460, 5280, 5300), (460, 10575, 10585), (460, 13221, 13229), (460, 26448, 26452), (460, 52899, 52901).

## Astronomia
- 460P/PANSTARRS è una cometa periodica del sistema solare.
- 460 Scania è un asteroide della fascia principale.
- NGC 460 è una ammasso aperto della costellazione del Tucano. (Appartenente alla Piccola Nube di Magellano).

## Astronautica
- Cosmos 460 è un satellite artificiale russo.